# Polystepha lapalmae
Polystepha lapalmae är en tvåvingeart som beskrevs av Edwin Möhn 1960. Polystepha lapalmae ingår i släktet Polystepha och familjen gallmyggor.
Artens utbredningsområde är El Salvador. Inga underarter finns listade i Catalogue of Life.